# Влада народног спаса
Влада народног спаса је колоквијални назив за централни орган марионетске квислиншке власти постављене од стране немачких окупатора у Другом светском рату у окупираној Србији. Влада народног спаса је формирана 29. августа 1941. године и заменила је ранију квислиншку управу у Србији познату као Комесарска управа.
Влада генерала Милана Недића, током целог периода окупације, била де факто подређена немачкој војној администрацији познатој као Територија војноуправног команданта Србије. Немачка војна администрација је формирана 1941. године, након инвазије на Краљевину Југославију. За разлику од Независне Државе Хрватске (НДХ), Немци марионетском режиму у окупираној Србији никада нису омогућили међународно признање осим давања статуса земље под пуном окупацијом чији режим није могао да има службене дипломатске односе са Силама Осовине. Поред владе народног спаса, на подручју окупиране Србије деловале су и друге домаће колаборационистичке снаге, као што су партијска војска Збора Српски добровољачки корпус, Српска државна стража и Српска четничка команда.

## Формирање Владе народног спаса
Након што је распуштена Комесарска управа, немачки званичници у Београду сматрали су да ће учврстити контролу над Србијом и умањити незадовољство народа формирањем једне снажније српске владе која би била подређена немачкој окупационој власти. Званичници су о томе обавестили Хитлера, који им је издиктирао услове под којима се може образовати нова српска влада.
Први предлози за формирање нове владе уследили су непосредно после распуштања Комесарске управе Милана Аћимовића. Предлог за образовање владе дали су на једној заједничкој седници Ђура Докић, Лазар Марковић, др Коста Кумануди, Велибор Јонић, Димитрије Љотић, Михаило Олћан, Председник Српске краљевске Академије Наука др Александар Белић и Александар-Цинцар Марковић.
Првобитно је за председника владе предложен Димитрије Љотић. Љотић се захвалио и препоручио Милана Недића, који је имао великог ауторитета у народу. Недић је првобитно одбијао. У његов стан су најпре долазили Милан Аћимовић, Александар Белић и Велибор Јонић да би га убедили да се предомисли. Касније је долазио и немачки опуномоћеник генерала Данкелмана, др Харалд Турнер.
Недић се правдао да је стар и да је у жалости јер га је снашла породична трагедија. После неколико састанка, пристао је да се прихвати места председника Српске владе, коју је сам назвао „Влада народног спаса”. Наиме, према речима професора историје Раке Томовића, Недићу је запрећено да ће територија Србије којом је управљала влада, ако не прихвати бити подељена Бугарској и Независној држави Хрватској. Узимајући у обзир какве су злочине над Србима спроводиле ове две државе током окупације, како би то спречио да се деси, Милан Недић је пристао да буде председник владе.
Пре полагање заклетве пред немачким генералом, одржао је саветовање у свом стану 28. августа 1941. где је истакао да ће будућа влада имати првенствено спасилачки карактер за српски народ, који се налази под „жрвњем” револуције комуниста и сукоба четника Драже Михаиловића и партизана у западној Србији, који сваким даном односи све више и више невиних живота.
Милан Недић се прихватио да оснује владу тек пошто су Немци придобили Косту Пећанца да се са својим одредима стави на располагање окупационом режиму.
Када је добио подршку најугледнијих људи, Недић је решио да сутрадан оде до генерала Данкелмана и да положи заклетву. Пре формирања Владе народног спаса, а као услов за њен рад, Милан Недић је немачком Војном заповеднику, ваздухопловном генералу Хајнриху Данкелману предао своје писмене захтеве, које је саставио заједно са својим саветницима за време последњег разговора у свом стану. Они гласе:
1. Да се образује српска влада, која управља свим пословима државе и народа српског на овој територији, под надзором Војног заповедника у Србији;
2. Да се одобри Српској влади оружана сила, без које се не може обезбедити ред и мир у земљи и то:
  - жандармерија до јачине 10.000 жандарма;
  - потпорне народне јединице формиране и командоване српским старешинама, чије ће снаге — до 30.000 утврдити стварном потребом Српске владе и одобрењем Војног заповедника у Србији;
  - оружје и оружану спрему под „а” и „б” да Војни заповедник у Србији у потребној количини од заплењеног оружја Југословенске војске;
3. Да се помогне ратним заробљеницима у Немачкој на овај начин;
  - да се заробљеници, утврђени лекарским прегледима као болесни и инвалиди, пусте кућама у Србију;
  - да се пусте из ропства сви ратни заробљеници старији од 55 година;
  - да се отпусте заробљеници потребни за обнову земље, а за чије лојално држање ће влада сносити пуну одговорност;
  - да се побољша исхрана наших заробљеника у Немачкој слањем потребних намирница из Србије бригом Српске владе.
  - побољшати досадашње економске и административне границе Србије могућим поседањем дотичних територија немачким трупама.
4. Ефикасно обустављање убијања и прогона Срба под Хрватском, Бугарском и Мађарском.
5. да се дозволи образовање једног политичког савета-сабора који би утврдио, објавио и борио се за нове политичке смернице српског народа;
6. у унутрашњој политици:
  - борба против комунизма у првом реду је ствар српског народа и његове владе, оружана немачка сила потпомаже ово, уколико средства српске владе не буду довољна;
  - у случају саботаже против немачке војске, репресивне мере морају погађати само праве кривце а никако недужна лица, па зато ове мере предузимати тек по хитном прибављању података код српске власти;
  - с обзиром да је немачка војна сила успоставила Србију, потребно је дозволити државне и националне амблеме.

Када је немачки генерал Данкелман прихватио Недићеве услове, дошло је до полагање заклетве и званичног формирања владе народног спаса у Београду. Генерал Данкелман је акт о постављењу Милана Недића за председника владе предао истом у згради бивше Народне скупштине. Влада је оформљена 29. августа 1941. Своју прву министарску седницу имала је 30. августа, а Милан Недић се први пут обратио српском народу 1. септембра 1941. године.

## Чланови владе
Влада народног спаса се још у почетку називала и „генералска влада”, јер су у њу ушла четири генерала бивше Краљевске војске, а још једно место је било резервисано за генерала Данила Калафатовића, који је то место одбио.
Састав Владе народног спаса:
| Ресор                                                              | Слика                                   | Име и презиме                                               | Детаљи                                                 |
| ------------------------------------------------------------------ | --------------------------------------- | ----------------------------------------------------------- | ------------------------------------------------------ |
| Председник Владе                                                   |                                         | армијски генерал Милан Ђ. Недић                             |                                                        |
| Министарство унутрашњих послова                                    |                                         | Милан Аћимовић                                              |                                                        |
| Министарство унутрашњих послова                                    | пешадијски пуковник Танасије-Таса Динић |                                                             |                                                        |
| Министарство правосуђа                                             |                                         | др Чедомир Марјановић                                       | до 10. новембра 1942.                                  |
| Министарство правосуђа                                             |                                         | Богољуб Кујунџић                                            | од 10. новембра 1942.                                  |
| Министарство народне привреде                                      |                                         | инж. Михаило Олћан                                          | до 7. новембра 1942                                    |
| Министарство народне привреде                                      | др Милорад Недељковић                   |                                                             |                                                        |
| Министарство социјалне политике и народног здравља                 |                                         | др Јован Мијушковић                                         | до 7. новембра 1942.                                   |
| Министарство социјалне политике и народног здравља                 |                                         | инж. Стоимир Добросављевић                                  | до 5. новембра 1943.                                   |
| Министарство социјалне политике и народног здравља                 | Танасије Динић                          |                                                             |                                                        |
| Министарство при председништву Владе                               |                                         | Момчило Јанковић                                            |                                                        |
| Министарство пољопривреде и исхране                                |                                         | др Милош Радосављевић                                       | до 29. јануара 1942.                                   |
| Министарство пољопривреде и исхране                                |                                         | Богољуб Кујунџић                                            | до 7. новембра 1942.                                   |
| Министарство пољопривреде и исхране                                |                                         | инж. Радослав Веселиновић                                   | од новембра 1942. до распуштања владе октобра 1944.    |
| Министарство поште, телеграфа и телефона                           |                                         | армијски генерал Јосиф Костић                               |                                                        |
| Министарство грађевине                                             |                                         | инж. Огњен Кузмановић                                       |                                                        |
| Министарство просвете                                              |                                         | Милош Тривунац                                              | изашао из владе 7. октобра 1942.                       |
| Министарство просвете                                              | Велибор Јонић                           |                                                             |                                                        |
| Министарство финансија                                             |                                         | др Љубиша Микић                                             | до 7. октобра 1941.                                    |
| Министарство финансија                                             |                                         | Душан Летица                                                | до 15. октобра 1941.                                   |
| Министарство финансија                                             |                                         | Душан Ђорђевић                                              | од 15. октобра 1941. до распуштања владе октобра 1944. |
| Министарство саобраћаја                                            |                                         | армијски генерал Ђура Докић                                 |                                                        |
| Министарство рада                                                  |                                         | бригадни генерал и Канцелар Краљевских ордена Панта Драшкић |                                                        |
| Подминистарство за реорганизацију владине управе и проблеме особља |                                         | Танасије Динић                                              |                                                        |
| Подминистарство за пропаганду                                      |                                         | Ђорђе Перић                                                 |                                                        |
| Подминистарство за осигуравање мира                                |                                         | Дарко Петровић                                              |                                                        |
| Управник града Београда                                            |                                         | Драгомир-Драги Јовановић                                    |                                                        |
| Командант Српске државне страже                                    |                                         | пуковник Боривоје Јонић                                     |                                                        |
| Шеф кабинета председника владе                                     |                                         | пуковник Милош Масаловић                                    | после погибије је замењен 8. марта 1944.               |
| Шеф кабинета председника владе                                     | бригадни генерал Миодраг Дамјановић     |                                                             |                                                        |
| Командант Српског добровољачког корпуса                            |                                         | инжењеријски пуковник Коста Мушицки                         |                                                        |

Владу је напустио најпре Коста Мушицки, кога је Гестапо ухапсио 7. децембра 1941. због наоружавања и снабдевања побуњеничких четничких одреда Драже Михаиловића. Изведен је пред немачки Војни ратни суд у Београду и осуђен на казну смрти стрељањем. Само захваљујући интервенцији генерала Милана Недића, који је запретио својом оставком, пуковник Мушицки је ослобођен смртне казне и осуђен је на једногодишњу затворску казну.
Промену је убрзо претрпело и министарство финансија где је Душана Летицу на челу ресора заменио др Љубиша Микић.
Председник Владе Милан Недић реконструисао је свој кабинет 8. октобра 1942. године. Тада су оставке поднели Михаило Олћан, др Јован Мијушковић и Милан Аћимовић. Владу је напустио и др Милош Тривунац чији је ресор преузео Велибор Јонић. Нови кабинет Недић је формирао на седници Владе од 8. октобра 1942.
Седиште владе је јануара/фебруара 1944. пребачено у зграду Парламента.
Пуковника Милоша Масаловића су у Београду, 6. марта 1944. убили четници, а на његово место је ступио генерал Миодраг Дамјановић. Почетком октобра 1944. у владу је ступио и четнички војвода Иво Павловић-Ђока, по споразуму Драже Михаиловића и Милана Недића за формирање заједничког фронта у борби против партизана.

## Рад Владе народног спаса
Влада народног спаса се у току свога рада фокусирала да, по налогу немачке Војне Управе, очува ред у окупираној Србији и да заустави непријатељства против немачких јединица које су биле намењене за Источни фронт.
За време свог рада Влада народног спаса је донела преко 100 закона различите садржине, покушавала је да поспеши привреду, школство, банкарство, културни живот у Београду, а обновила је и инфраструктуру порушену у априлском бомбардовању 1941.
По угледу на Немачку основана је 1942. Српска заједница рада која је требало да усклађује односе између радника и послодаваца. На територији Србије био је уведен и обавезан шестомесечни рад за обнову земље за све способне Србе од 17-45 година старости. Уведен је обавезан откуп вишкова пољопривредних производа по максимираним ценама. У току рата, седам пута мањи Банат је давао два пута више пољопривредних производа него ужа Србија.
Под командом Владе народног спаса налазиле су се и оружане формације познате као Српски добровољачки корпус, Српска државна стража и Српска гранична стража које су у току рата учествовале у борбама на страни сила Осовине.
Тајним каналима Влада народног спаса одржавала је контакте са ЈВуО и Дражом Михаиловићем. ЈВуО је снабдевана новцем и оружјем. Само у периоду октобар-новембар 1941. године Дражи Михаиловићу дато је 3,5 милиона динара.
У периоду деловања Владе народног спаса између 80.000 и 100.000 српских радника радило је, под покровитељством Владе, у индустрији и пољопривреди Трећег рајха.

### Избеглице
Због интензивног померања становништва у Словенији, НДХ, на Косову и Метохији, али и прогона у Бачкој и Македонији, велики број избеглица слио се у Србију. У договору са Немачким окупационим и усташким властима, и као део плана пресељења становништва од страна окупатора, Влада народног спаса интензивно је радила на њиховом збрињавању. Још на почету рада Владе народног спаса у Србији се налазило преко 100.000 избеглица из НДХ. Према писму које је Недић писао у септембру 1942. године немачком генералу Бадлеру у Србији се налазило 400.000 избеглих лица, а према другим извештајима тај број је био 420.000 (86.000 деце).
О избеглицама се бринуо Специјални комесаријат за избеглице на челу са инжењером Томом Максимовићем.
Велики број избеглица је после 1942. обухваћен мерама принудног рада, део је пребегао у партизане или четнике, али је остао запамћен покушај индоктринације младежи од стране Љотићеваца у новооснованим „заводима за принудно васпитање”.

### Антисемитизам
Политика истребљавања Јевреја и масона осмишљена је у Берлину и била је у искључивој надлежности представника нацистичке Немачке на територији окупиране Србије. Домаћа колаборационистичка администрација се у то није мешала и пружала је „техничку помоћ” у њеном спровођењу. За злочине над Јеврејима и осталима били су одговорни: Феликс Бенцлер — опуномоћеник Министарства иностраних послова Немачког рајха у Београду, Харалд Турнер — шеф Управног штаба немачке војне команде у Србији, Вилхелм Фукс — СС пуковник и шеф Оперативне групе Полиције безбедности и Службе безбедности, Паул Бадер — опуномоћени и командујући генерал Вермахта у Србији и Франц Нојхаузен — генерални опуномоћеник Привредног штаба у Србији.
Влада народног спаса доносила је расне уредбе, по угледу на нацистичку Немачку, којима је вршила отворену сегрегацију над јеврејским и ромским становништвом. Помагало се окупационим снагама у циљу чишћења територије од јеврејског живља. Активно је спровођена антијеврејска и антикомунистичка пропаганда. Овакве акције нису организоване само у Србији већ и у другим европским земљама где су немачки нацисти успоставили марионетске режиме.
Још у новембру 1941. године отворена је Антимасонска изложба која је упућивала на наводну јеврејско-масонско-комунистичку заверу.
У лето 1942. године немачке окупационе снаге известиле су да је Београд први главни град без Јевреја у Европи, а Србија је после Естоније била друга држава у окупираној Европи у којој је постигнуто коначно решење јеврејског питања.
Од 16.700 Јевреја у Србији са Банатом, око 15.000 је убијено. Процењује се да је око 80.000 људи убијено у концентрационим камповима Недићеве Србије.

### Медији
Током окупације у Србији је излазило на немачком и српском језику око 40 дневних и недељних листова, од којих су се издвајали: Ново време, Обнова, Српски народ, Наша борба (партијски лист покрета ЗБОР). Радио Београд је прешао под контролу Немаца, који су га преименовали у „Војнички радио Београд”. Новине су добрим делом преузимале садржаје немачких и италијанских листова, величале су нацистичке победе, нападале Москву, Радио Лондон и масонско-јеврејску пропаганду.

## Распуштање Владе народног спаса
У све већој опасности од уласка совјетских и партизанских снага у Србију, Милан Недић је сазвао ванредно заседање Владе, у поноћ 4. октобра 1944. На седници је одлучено да се Влада распусти, да се ради нових акција пребаци у Аустрију, у град Кицбил, где ће наставити своје деловање. Милан Недић се захвалио свима и тако закључио последњу седницу Владе народног спаса.
Већ сутрадан, Милан Недић је аутомобилом кренуо пут Аустрије. Остали министри су почели да склањају извештаје и архиву. Последњи је Димитрије Љотић напустио Београд.

## Судбина министара Владе народног спаса
Након ослобађања Београда, партизанске снаге су 27. новембра 1944. године стрељале 105 особа, међу којим су били:
- Радослав Веселиновић — министар пољопривреде и исхране, „организатор и руководилац планског пљачкања српског народа, у корист окупатора и њихових помагача”.
- Душан Ђорђевић — министар финансија, „био повезан са Дражом Михаиловићем, коме је предавао знатне суме државног новца” ... „учествовао у доношењу уредаба и закона којима се регулисала борба против НОП-а”.
- Момчило Јанковић — министар у комесарској управи и влади народног спаса, „био један од најближих сарадника Аћимовића и Недића”.
- Чедомир Марјановић — министар правде, активан Љотићевац, стрељан 27. новембра 1944. године под оптужбом да је „позивао народ на активну борбу против Народноослободилачке војске”.
- Др Јован Мијушковић — министар социјалне политике и народног здравља, „служио окупатору и позивао у борбу против НОП-а” и радио поред осталог на „пропагирању немачко-окупаторске политике по директивама окупатора и домаћих издајника”.

Огњен Кузмановић успео је да побегне у Немачку.
У повлачењу четничких снага које су се са партизанима бориле на Зеленгори 1945. погинуо је и Милан Аћимовић. Већина министара је враћена из Аустрије и предата југословенским властима на суђење за издају земље. Димитрије Љотић је погинуо у саобраћајној несрећи у Словенији у месту Нова Горица 1945. Милан Недић је наводно извршио самоубиство у Озниној згради 4. фебруара 1946, а последњи преостали министри и генерали су изведени на суђење заједно са Дражом Михаиловићем у Београду од 10. јуна до 15. јула 1946.
Тада су на смрт осуђени и стрељани: Коста Мушицки, Танасије Динић, Велибор Јонић, Драгомир-Драги Јовановић, Ђура Докић и Бошко Павловић. На временске казне су осуђени: др Коста Кумануди и Ђура Виловић.
Боривоје Јонић и Миодраг Дамјановић успели су да побегну из земље и да се настане у иностранству. Јонић је умро у Француској, а Дамјановић у Немачкој 1956. године.